# 福しん

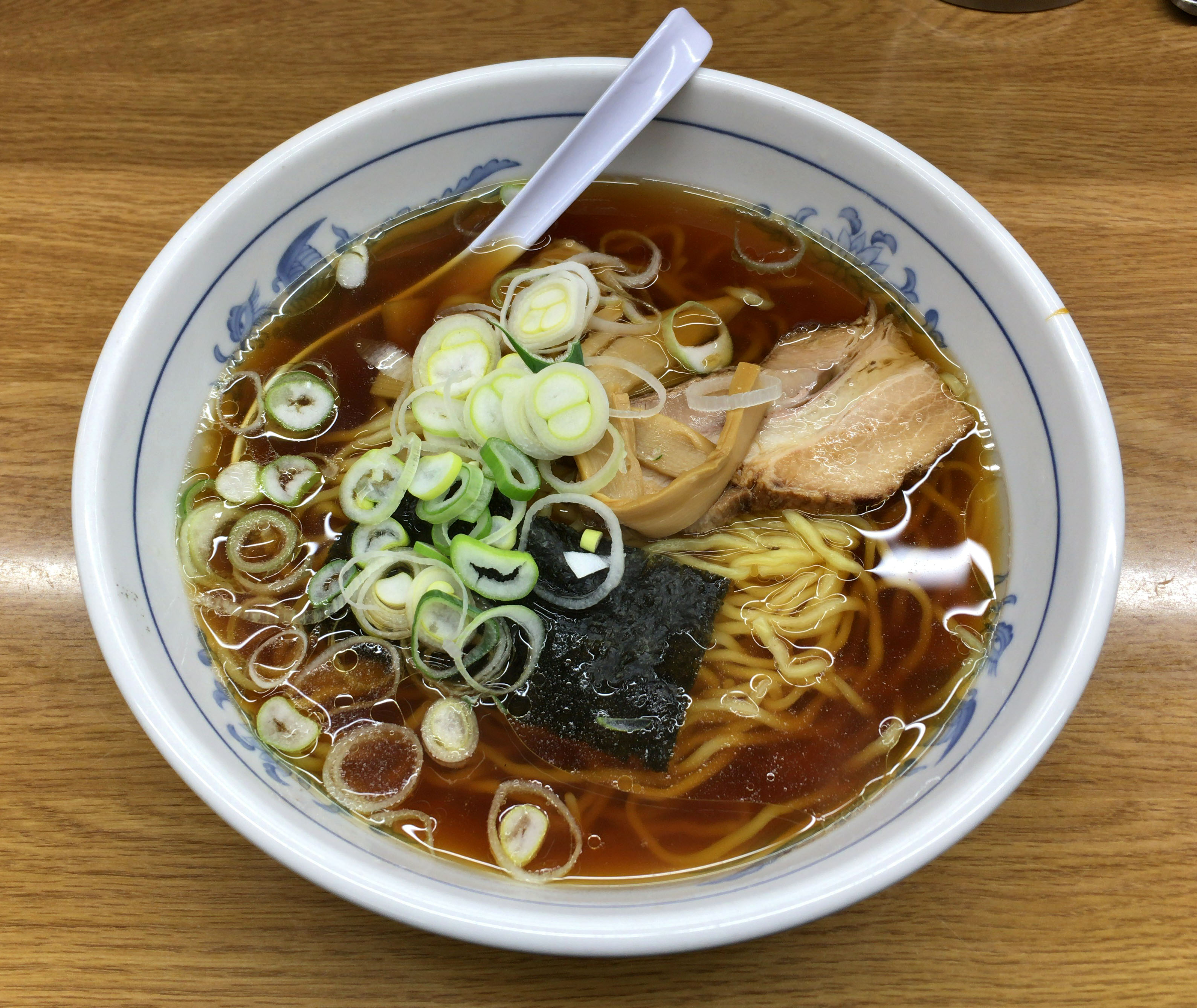
福しんの看板メニュー「手もみラーメン」

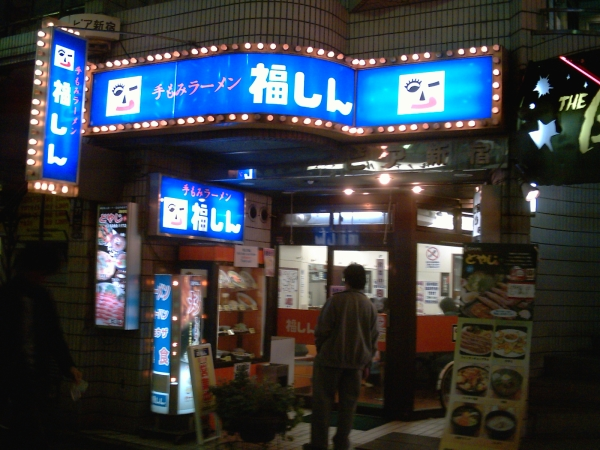
福しん歌舞伎町店

福しん（ふくしん）は、東京都豊島区に本社を置く株式会社福しん（英: Fukushin Co.,Ltd.）が、東京都区部で展開するラーメンチェーン店である。キャッチフレーズは「あなたの街の食卓」。主力メニューはラーメン、餃子、定食類。

## 概要
1964年（昭和39年）11月に創業し、1972年（昭和47年）10月に法人化された。元々は豊島区千早一丁目にあったラーメン店であったが、後にチェーン展開し、東京のターミナル駅近辺を中心としたドミナント出店を行った。
「あなたの街の食卓」を掲げ、主力メニューの手もみラーメンは490円で提供、オーダーごとに中華鍋で調理する炒飯などの料理を安価な価格帯で提供し、日常的に利用できる外食店として発展した。定食類に付属する中華スープは、プラス150円で「おともラーメン」にアップグレードが可能で、福しんの名物メニューとなっている。
チェーン店として味のバラつきを抑えるためセントラルキッチンの運営や、社員による専任調理人の育成などを行っている。
2020年3月には埼玉県入間郡毛呂山町に新工場「福しん毛呂山工場」が稼働開始、餃子を1時間に1万個製造できる機械を2台導入した。なお「手もみラーメン」の麺は毛呂山工場の製麺機で自家製麺している（機械製麺のため「手もみ風」である）。
2022年 毛呂山工場付近の『イオンタウン毛呂山店』と、坂戸市国道407号線沿いの『坂戸八幡店』の2か所の新店舗をオープンさせ埼玉県内にも店舗出店となった。

## 店舗
現行店舗の詳細については、公式サイト「店舗情報」を参照。
2022年1月現在、東京23区内に34店舗が存在する。池袋駅周辺の5店舗のほか、東武東上線・西武池袋線・西武新宿線沿線を中心に、主に東京23区北部の駅前で店舗展開している。チェーン展開後に、千早町一丁目の本店の向かい側の千早町二丁目に新本店が作られたが1980年代末に閉店した。かつては西武池袋線の池袋駅から中村橋駅まで各駅周辺に店舗を構えていたが、桜台店閉店によりその法則が崩れた。

### 系列店
東武練馬駅近くに2店舗あるジロー'sテーブル(旧名：手もみラーメンジロー)は会長が指導した店舗で、食材の一部は福しんの工場から仕入れている。
埼玉県内にも4店舗を出店したが、西川口店、ワラビ店、与野店、本川越店はいずれも閉店し、埼玉県からは撤退している。埼玉県内では地元企業との競争も激しく、西川口駅と蕨駅では日高屋、与野駅ではぎょうざの満洲などが出店し、ラーメン激戦区となっていた。
埼玉県内の2店はのれん分けにより「新しん（しんしん）」と屋号を変え、また赤羽駅前の店舗も閉店後に「新しん」へ転換した。店名は「手もみラーメン 新しん」として、福しんの青字に白抜きのロゴを青字にオレンジ色に変えた看板を使用する。福しんとは異なりチェーン店ではなく独立オーナー店で、当初は福しんから食材の供給を受けていたという。
- 福しん西川口店→新しん西川口店（閉店）[17]
- 福しんワラビ店→新しんワラビ店[15]
- 福しん赤羽東口店→新しん赤羽店（閉店）[16]

また、福しん与野店は閉店後に、馬肉専門居酒屋が居抜き出店している。

## 地元での取り組み
豊島区では、小学校通学児童の校外安全指導員を充実させ、児童の交通安全を図っている。福しんも地元企業として協力しており、横断歩道通行時の注意喚起の手旗には、福しんのロゴマークが大書されている。